# كلايف لورد
كلايف لورد (بالإنجليزية: Clive Lord)‏ هو سياسي بريطاني، ولد في 1935. نشط حزبياً في حزب الخضر في إنجلترا وويلز.